# Tannsjötjärn
Tannsjötjärn är en sjö i Härjedalens kommun i Härjedalen och ingår i Göta älvs huvudavrinningsområde. Tannsjötjärn ligger i Rogen Natura 2000-område.